# مگابیاس
در دیرینه‌شناسی اصطلاح بیاس (به انگلیسی:bias) برای بیان کیفیت فسیل و حد سختی آن به کار می‌رود. در نتیجه هر چه بیاس بیشتر باشد فسیل سخت‌تر است و احتمالاً قدمت بیشتری می‌تواند داشته باشد.
مگابیاس (به انگلیسی:Megabias) یا مگابیاس سنگواره شناسی، نامی است برای فرایند مطالعهٔ کیفیت فسیل جانور خاص در طول مدت ۱۰ میلیون سال و تغییراتی که برای نسل‌های مختلف این جانور که در طول این ۱۰ میلیون سال اتفاق افتاده است. این تغییرات ممکن است در اثر گوناگونی در خوراک، محیط زندگی، روش زندگی، شکارچیان، وضعیت آب و هوا و غیره پدید بیایند.